# Серишабад
Серишаба́д или Сехришаба́д (перс. سریشآباد‎) — небольшой город на западе Ирана, в провинции  Курдистан. Входит в состав шахрестана  Корве.

## География
Город находится в юго-восточной части Курдистана, в горной местности, на высоте 1824 метров над уровнем моря.
Серишабад расположен на расстоянии приблизительно 70 километров к востоку от Сенендеджа, административного центра провинции и на расстоянии 315 километров к западу-юго-западу (WSW) от Тегерана, столицы страны.

## Население
По данным переписи, на 2006 год население составляло 6 563 человека; в национальном составе преобладают азербайджанцы, в конфессиональном — мусульмане-шииты.